# Джордж Майнот
Джордж Рі́чардс Майнот (англ. George Richards Minot); (2 грудня 1885, Бостон, Массачусетс (США) — 25 лютого 1950) — американський патофізіолог і гематолог, лауреат Нобелівської премії з фізіології або медицини в 1934 у (спільно з Джорджем Віплом і Вільямом Мерфі) «за відкриття, пов'язані з застосуванням печінки у лікуванні перніциозної анемії».